# Neptunes Bellows
Neptunes Bellows (englisch für Neptuns Blasebalg, in Argentinien Pasaje Fuelles de Neptuno, in Chile Paso Fuelles de Neptuno) ist eine Meerenge im Südosten von Deception Island im Archipel der Südlichen Shetlandinseln. Sie stellt die Zufahrt zum Port Foster dar.
Der Name dieses Seewegs ist unter US-amerikanischen Robbenjägern seit mindestens 1822 geläufig. Namensgebend sind die starken Windböen in der Meerenge.